# جراب أمام رضفي

الدَاغِصَة الجراب أمام الرضفة

الجراب أمام الرضفة أو الداغصة، وهو جراب بين الجلد ومقدم الرضفة ممتلئ سائلاً زلالياً، ويخفف الاحتكاك بالرضفة عند ثني الركبة.